# Erzählung eines Unbekannten

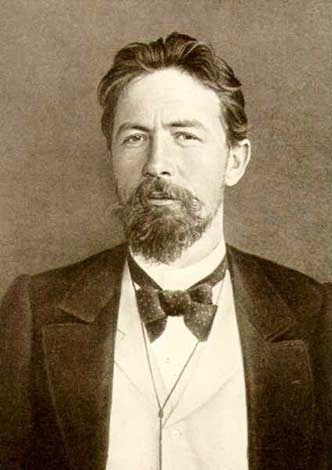
Anton Tschechow

Erzählung eines Unbekannten (russisch Рассказ неизвестного человека, Rasskas neiswestnowo tscheloweka) ist ein Prosatext des russischen Schriftstellers Anton Tschechow, der 1893 in den Heften 2 und 3 der Moskauer Zeitschrift Russkaja Mysl erschien.
Seit 1893 liegt eine Übersetzung ins Serbokroatische vor (Pripoviest nepoznata čovjeka). 1917 kam eine Übersetzung ins Englische heraus (An Anonymous Story).

## Hintergrund
Anno 1888 ließ Anton Tschechow den Text liegen, schrieb 1891 weiter und beendete diese Arbeit im Herbst 1892. Weil der Autor als Ich-Erzähler, also als Protagonisten, einen Narodnik gewählt hatte, befürchtete er die Intervention der Zensur. Die Befürchtung bewahrheitete sich nicht, auch weil der erfahrene Literatur-Redakteur der Zeitung Russkaja Mysl einen günstigen Publikationszeitpunkt abgewartet hatte.
In einem Nachwort wollte Anton Tschechow ursprünglich kommentieren, wie das Manuskript des Ich-Erzählers in seine Hände gekommen sei. Diesen Einfall hat der Autor nicht ausgeführt. Anton Tschechow hatte auch noch andere Titel zur Auswahl: Erzählung meines Patienten, In Petersburg, Erzählung meines Bekannten, In den achtziger Jahren und Erzählung ohne Titel.

## Inhalt
Im Hause seines Herrn, des beamteten Georgi Iwanytsch Orlow, hat der schwindsüchtige Ich-Erzähler den Rufnamen Stepan angenommen. Orlow ist ein zirka 35-jähriger Petersburger und eingefleischter Junggeselle. Stepan, eigentlich der adelige Wladimir Iwanowitsch, hat sich – als Lakai kostümiert – in den vornehmen Haushalt Orlows eingeschlichen, um dessen Vater, einen Minister, auszuspionieren. Das gelingt dem verabschiedeten Marineleutnant Stepan trotz fleißigen Studiums der Zettelwirtschaft auf Orlows Schreibtisch nicht. Die Spionagegeschichte erweist sich dann auch als ziemlich nebensächlich. Es geht vielmehr um Orlows etwa fünfundzwanzig Jahre alte Mätresse – die mit Herrn Krasnowski verheiratete Sinaida Fjodorowna Krasnowskaja.
Orlows Freunde sind der etwa 45-jährige, hagere, sehr einflussreiche Rechtsanwalt Pekarski, der Karrierist Kukuschkin – ein kleiner, dicker Wirklicher Staatsrat und der etwa 35-jährige, kurzsichtige, blonde Jurist Grusin. Letzterer ist in Orlows Abteilung tätig, hat fünf Kinder und betrügt seine eifersüchtige Frau. Die Freunde suchen Orlow immer einmal in dessen Wohnung auf und verbringen die Nacht beim Kartenspiel. Orlow begibt sich gewöhnlich gegen Mittag zum Dienst. Als Sinaida Fjodorowna durchbrennt und fortan bei Orlow wohnt, können die Freunde ihre Heiterkeitsausbrüche nicht unterdrücken und scherzen: So will zum Beispiel Kukuschkin dem Freund die Geliebte ausspannen.
Das Zusammenleben Sinaida Fjodorownas mit dem Staatsdiener Orlow gestaltet sich als schwierig. Das Fazit der anspruchsvollen Dame an die Adresse des „Liebhabers“: „Auf meine wahnsinnige Liebe antworten Sie mit Kälte und Ironie.“ Die Mätresse fühlt sich missachtet und will sich umbringen.
Stepan, der sich einen Krüppel nennt, wird zwar von den Herrschaften „wie ein auf niederer Stufe stehendes Wesen“ behandelt, doch Sinaida Fjodorowna ist ihm gewogen.
Orlow flüchtet vor Sinaida Fjodorowna in Pekarskis luxuriöse Petersburger Wohnung und lässt durch Stepan ausrichten, er sei – für ein paar Tage nur – dienstlich in die Provinz gereist. Als der Junggeselle zu seiner Mätresse zurückkehrt, überschüttet sie ihn mit Vorwürfen: Es werde endlich Zeit. Orlow müsse sie seinem Vater vorstellen. Der Gescholtene bleibt keine Antwort schuldig: Indem sie zu ihm gezogen sei, habe sie sich geirrt. Er, Orlow, sei im Grunde kein anderer als Herr Krasnowski. Darauf Sinaida Fjodorowna: „Dann sollten Sie wissen, daß ich Sie hasse!“ Man zankt sich und verträgt sich. Darauf begibt sich Orlow wiederum auf „Dienstreise“.
Auf einem der Höhepunkte der Erzählung läutet Orlows Vater an der Wohnungstür. Der bekannte Staatsmann will seinen Sohn sprechen. Da der Junior „verreist“ ist, schreibt der Vater dem Sohn, an dessen Schreibtisch sitzend, eine Kurznachricht. Stepan steht hinter dem verhassten Staatsmann und lässt die einmalige, unwiederbringliche Gelegenheit zum Attentat ungenutzt verstreichen.
Grusin kommt und tröstet die vereinsamte Sinaida Fjodorowna; gesteht ihr seine Liebe. Kukuschkin löst den Freund ab; bleibt jedoch nur ein paar Minuten zum Handkuss.
Sinaida Fjodorowna erkennt: „Er kommt nicht zurück!“ Stepan bestätigt, Orlow wohne bei Pekarski und enttarnt sich vor ihr. Sinaida Fjodorowna prüft das mit Orlows neuer Petersburger Adresse nach. Stepan hat die Wahrheit gesagt. Sinaida gesteht Stepan – eigentlich nun wieder Wladimir Iwanowitsch – ihre Schwangerschaft. Der Leutnant a. D. vertauscht sein Lakaienkostüm mit einem neuen, gutsitzenden Anzug und bringt die werdende Mutter nach Venedig. Über Florenz geht es nach Nizza. Sinaida vergrößert den Abstand zu ihrem Begleiter; spielt in Monte Carlo. Stepan macht ihr Vorwürfe: „Ist Ihnen denn ... nicht der Gedanke gekommen, daß ... all das [Glücksspiel] eine gemeine, schändliche Verhöhnung der Tätigkeit des Arbeiters ... ist?“ Die Hochschwangere gibt nicht klein bei. Von einem, der sie aus Russland nach Italien verschleppt hat, will sie genauso wenig wissen, wie von einem, der sie in Petersburg sitzengelassen hat. Stepan schweigt rücksichtsvoll. Sinaida Fjodorowna bringt Sonja zur Welt und stirbt.
Stepan kümmert sich persönlich aufopferungsvoll um die Pflege des Kleinstkindes. Als es nach zwei Jahren für den schwerkranken Leutnant ans Sterben geht, muss er sich an Orlow, den Vater Sonjas, wenden. Orlow weiß inzwischen längst um die wahre Identität seines sehr abgemagerten Besuchers und findet rasch eine Patentlösung für sein Kind. Sonja trägt ja seit ihrer Geburt den Namen Krasnowskis.

## Selbstzeugnis
Am 30. September 1891 an die Redaktion der Zeitung Russkaja Mysl: Der Ich-Erzähler „geht von der Person eines ehemaligen Sozialisten [Narodnik] aus, aber als Held Nr. 1 fungiert darin [in der Erzählung] der Sohn des stellvertretenden Außenministers. Sowohl der Sozialist als auch der Ministersohn sind bei mir friedliche Burschen und befassen sich in der Erzählung nicht mit Politik, aber ich fürchte trotzdem, diese Erzählung der Öffentlichkeit zu übergeben, zumindest halte ich es für verfrüht.“

## Deutschsprachige Ausgaben
- Krankenzimmer Nr. 6. Erzählung eines Unbekannten. Kleine Romane II. Aus dem Russischen von Ada Knipper und Gerhard Dick. Herausgegeben und mit Anmerkungen versehen von Peter Urban. 196 Seiten. Diogenes, Zürich 1976 (Lizenzgeber: Winkler, München 1968), ISBN 3-257-20268-7

### Erstausgabe (verwendete Ausgabe)
- Erzählung eines Unbekannten. Aus dem Russischen übersetzt von Ada Knipper und Gerhard Dick, S. 205–293 in: Anton Tschechow: Weiberwirtschaft. Meistererzählungen, Band aus: Gerhard Dick (Hrsg.), Wolf Düwel (Hrsg.): Anton Tschechow: Gesammelte Werke in Einzelbänden. 582 Seiten. Rütten & Loening, Berlin 1966 (1. Aufl.)

## Anmerkung
1. ↑  Der Gesellschaftskritiker Anton Tschechow nimmt seinen Ich-Erzähler als Sprachrohr, wenn er den Luxus der Petersburger „besseren Gesellschaft“ – in dem Fall Sinaida Fjodorownas Putzsucht – geißelt: „Für ein überflüssiges, unnötiges Kleid vierhundert Rubel auszugeben, während unsere Tagelöhnerinnen für ihre Zuchthausarbeit außer der Kost nur ein Zwanzigkopekenstück pro Tag erhielten ...“ (Verwendete Ausgabe, S. 241, 15. Z.v.o.)